# Unterigling
Unterigling ist ein Ortsteil der Gemeinde Igling und eine Gemarkung im oberbayerischen Landkreis Landsberg am Lech.

## Geographie
Das Pfarrdorf Unterigling liegt direkt nordöstlich angrenzend an Oberigling. Durch den Ortskern fließt der Luibach.

## Geschichte
Die erste Erwähnung Iglings stammt aus einer Urkunde von 1126 in der ein Rüdiger von Igelingen erwähnt wird.
Igling war später Teil der sogenannten „Konradische Schenkung“.
Im hohen Mittelalter waren die Geschicke Iglings bis zum Dreißigjährigen Krieg eng verbunden mit seiner Hofmark und deren Herren auf Schloss Igling. 1611 übergab Herzog Maximilian von Bayern das Schloss seinem Obristkanzler Joachim, Freiherr von Donnersberg. Nachdem dieses Geschlecht im Mannesstamm erlosch, übernahm die Familie Graf Spaur den Besitz und schließlich kaufte Im Jahr 1866 Leopold Graf von Maldeghem den Besitz. Dieser stiftete nach dem Zweiten Weltkrieg einen Teil seines Grundes aufgrund der Wohnungsnot.
Unterigling war bis zum 1. April 1971 eine eigenständige Gemeinde ohne weitere Ortsteile. Bei der Volkszählung 1961 hatte die Gemeinde eine Fläche von 849,91 Hektar, 87 Wohngebäude und  436 Einwohner.

### Demographie
| Jahr | Einwohnerzahl | Quelle |
| ---- | ------------- | ------ |
| 1815 | 231           | [ 5 ]  |
| 1840 | 294           | [ 6 ]  |
| 1850 | 274           | [ 5 ]  |
| 1900 | 294           | [ 6 ]  |
| 1933 | 334           | [ 6 ]  |
| 1939 | 329           | [ 6 ]  |
| 1946 | 619           | [ 6 ]  |
| 1961 | 436           | [ 4 ]  |
| 1987 | 493           | [ 2 ]  |

## Sehenswürdigkeiten
In Unterigling befindet sich die katholische Pfarrkirche Johannes der Täufer. Sie wurde 1748/49 vom Denklinger Baumeister Stephan Socher erbaut.